# 湖西大學
湖西大學（韓語：호서대학교，英語：Hoseo University），是一所位於韓國牙山市的基督教私立大學。湖西大學因其校舍的面積大至3.471074 平方公里而聞名。它是第一所有风险企业的大學。湖西大學於1978年12月成立。校舍裡有圖書館、博物館、廣播公司、保健中心和持續性教育所等。另外，還有數間研究所。